# Путјен
Путјен (莆田) град је Кини у покрајини Фуђен. Према процени из 2009. у граду је живело 384.813 становника.

## Становништво
Према процени, у граду је 2009. живело 384.813 становника.
| 1990.   | 2000.   | 2009    |
| ------- | ------- | ------- |
| 311.336 | 355.339 | 384.813 |